# Municipio de Avery (Míchigan)
El municipio de Avery (en inglés: Avery Township) es un municipio ubicado en el condado de Montmorency en el estado estadounidense de Míchigan. En el año 2010 tenía una población de 646 habitantes y una densidad poblacional de 7,06 personas por km².

## Geografía
El municipio de Avery se encuentra ubicado en las coordenadas 44°58′46″N 84°4′11″O / 44.97944, -84.06972. Según la Oficina del Censo de los Estados Unidos, el municipio tiene una superficie total de 91.47 km², de la cual 90,7 km² corresponden a tierra firme y (0,84 %) 0,77 km² es agua.

## Demografía
Según el censo de 2010, había 646 personas residiendo en el municipio de Avery. La densidad de población era de 7,06 hab./km². De los 646 habitantes, el municipio de Avery estaba compuesto por el 99,07 % blancos, el 0,15 % eran asiáticos, el 0,62 % eran de otras razas y el 0,15 % eran de una mezcla de razas. Del total de la población el 1,24 % eran hispanos o latinos de cualquier raza.